# (7735) Scorzelli
(7735) Scorzelli est un astéroïde de la ceinture principale.

## Description
(7735) Scorzelli est un astéroïde de la ceinture principale. Il fut découvert le 31 octobre 1980 à l'observatoire Palomar par Schelte J. Bus. Il présente une orbite caractérisée par un demi-grand axe de 2,76 UA, une excentricité de 0,17 et une inclinaison de 8,3° par rapport à l'écliptique.

## Compléments